# Tubo de Venturi
O tubo de Venturi é um aparato criado por Giovanni Battista Venturi para medir a velocidade do escoamento e a vazão de um líquido incompressível através da variação da pressão durante a passagem deste líquido por um tubo de seção mais larga e depois por outro de seção mais estreita. Este efeito é explicado pelo princípio de Bernoulli e no princípio da continuidade da massa. Se o fluxo de um fluido é constante, mas sua área de escoamento diminui então necessariamente sua velocidade aumenta. Para o teorema a conservação da energia se a energia cinética aumenta, a energia determinada pelo valor da pressão diminui.

## Definição
O tubo de Venturi é um equipamento que pode ser usado para medir a velocidade de escoamento/vazão de determinado fluido, baseando-se na diferença de pressão gerada por diferentes áreas de seção transversal da tubulação.

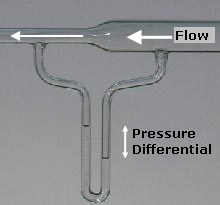
Fluxo de um fluido em um tubo de Venturi

O funcionamento do tubo ocorre devido à diferença da seção transversal. Sabe-se também que, nesse equipamento, a região central do tubo é menor que as extremidades. Assim, a velocidade do escoamento ao longo da região central do tubo será maior, o que resulta em um menor campo de pressão, devido à concentração de energia do sistema. A diferença de pressão é registrada pela diferença de altura de coluna de líquido ao longo de um tubo em U, ela é utilizada para determinar a velocidade e vazão do escoamento.
Partindo do princípio de que o tubo não possui diferenças de elevação, podemos escrever a equação de Bernoulli, da seguinte maneira:
{\displaystyle p_{1}+{\frac {\rho v_{1}^{2}}{2}}=p_{2}+{\frac {\rho v_{2}^{2}}{2}}}
Onde: pn é a pressão exercida pelo fluido, ρ é a densidade do fluido e v representa a velocidade de escoamento do fluido.
Analisando a equação acima, e considerando a região 1 como a de maior área e a 2 como a de menor área, podemos afirmar que para uma mesma vazão, quanto menor for a área, maior a velocidade de escoamento. Assim, levando em conta o exemplo acima, a velocidade de escoamento da região 2 será maior. A partir disso, para que a igualdade seja mantida (como demonstrada na equação de Bernoulli), a pressão na região 2 terá de ser menor. Essa diferença de pressão é utilizada para determinar a velocidade e vazão do escoamento.
A ideia da equação pode ser exemplificada quando observamos um rio, onde, nas regiões onde a distância entre as margens é maior, a velocidade da correnteza é menor. Já em pontos onde as margens são mais próximas, a velocidade é claramente maior. A partir disso, podemos escrever os termos da equação como:
{\displaystyle v_{1}A_{1}=v_{2}A_{2}}
onde os termos da equação são:
- v1 e v2 representam a velocidade de escoamento;
- A1 e A2 denotam a área de escoamento.

## Igualdade de Bernoulli e tubo de Venturi
A equação de Bernoulli, na qual garante a igualdade para duas regiões distintas de um tubo por onde escoe um fluido, só será mantida caso exista variação das pressões.
Analisando a esquematização do tubo de Venturi, nota-se que na região central, onde a área é menor, a pressão é inferior quando comparada com as extremidades, na qual apresentam uma pressão maior, devido à sua área ser maior. Na região central – também – a velocidade é maior, devido a área ser menor. O tubo de Venturi é o equipamento que indica essa alteração nos valores das pressões, por isso os manômetros presentes na figura marcam valores distintos, pressões maiores para as áreas de secção transversal maior, e vice-versa. Pode-se afirma que, para o tubo de Venturi, a velocidade é inversamente proporcional à área, isso pode-se confirmar através da análise da equação da continuidade.

## Aplicação
As aplicações do tubo de Venturi são variadas, como em carros antigos, medidor de vazão em canos, aerógrafos e injetor de adubo.

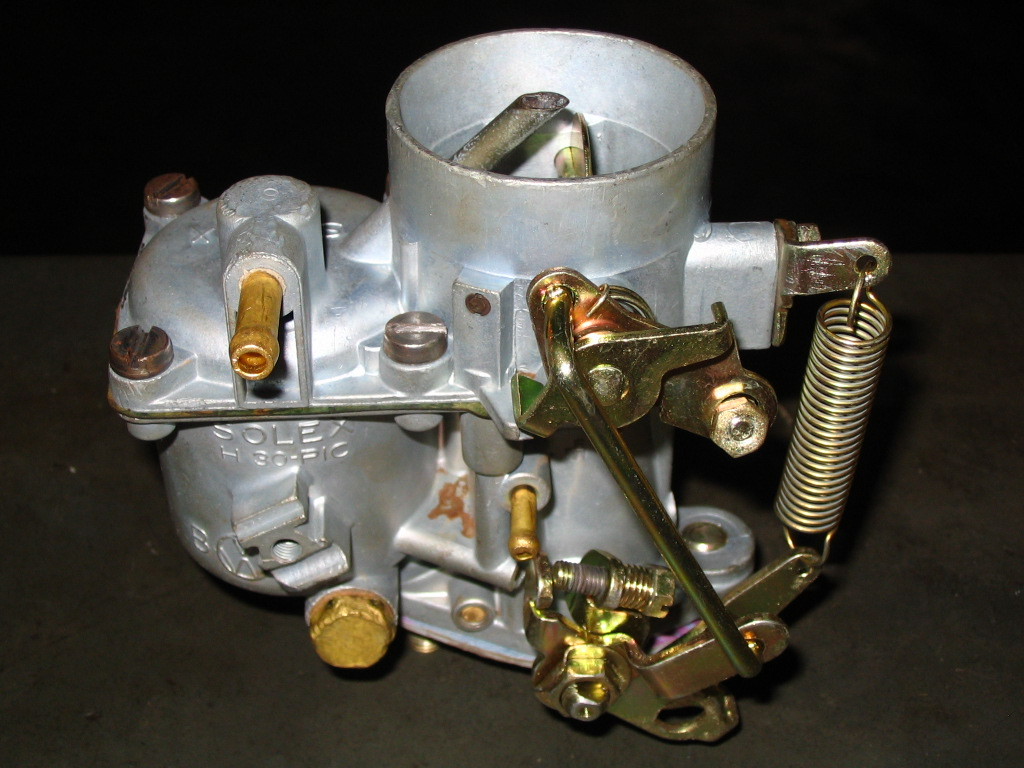
Em automóveis antigos, carburadores são dotados de um tubo de Venturi

Em carros antigos, o carburador, responsável por realizar a mistura entre ar e combustível nos veículos, a aspiração do ar é realizada por um tubo de Venturi, transformando uma pequena velocidade do ar externo em uma velocidade interna elevada.
No caso dos aerógrafos, que são equipamentos utilizados para pintura, lançam uma mistura de tinta e ar a partir do Venturi. Quando impulsionado por um compressor, o ar passa de forma veloz pela pistola de pintura, e a tinta, normalmente posicionada acima da pistola, escoa devido à diferença de pressão causada pelo aumento da velocidade do ar, que se misturam e são lançados para a realização da pintura.
Outra aplicação que pode ser mencionada com o uso do tubo de Venturi é a utilizada pelo corpo de bombeiros diante de incêndios em líquidos inflamáveis. Para essa classificação de incêndio, as chamas não podem ser apagadas com água, devido a isso uma espuma a base d’água é utilizada para abafar as chamas, retirando o suprimento de comburente (oxigênio) e extinguindo o incêndio. O sistema de lançamento da espuma, que é feira com uma mistura de água, ar e um liquido gerador de espuma (LGE), consiste no ar introduzido na mistura de água com LGE por meio de um tubo de Venturi.